# Игнатьев, Гавриил Александрович
Гавриил Александрович Игнатьев (1768 — 24 марта (5 апреля) 1852) — российский командир эпохи наполеоновских войн, генерал от артиллерии Русской императорской армии.

## Биография
Родился в 1768 году; происходил из дворян Петербургской губернии.
С 1782 по 1785 обучался в Артиллерийском и Инженерном корпусах; службу начал при работах на Северо-Екатерининском канале; затем участвовал во второй турецкой войне, в войне с польскими конфедератами, в чине капитана совершил итальянский поход Суворова, участвовал коалиционных в войнах в 1805 и 1807 годах. В 1810 году, в чине генерал-майора назначен начальником работ по укреплению Бобруйской крепости. На этом посту его и застала Отечественная война 1812 года.

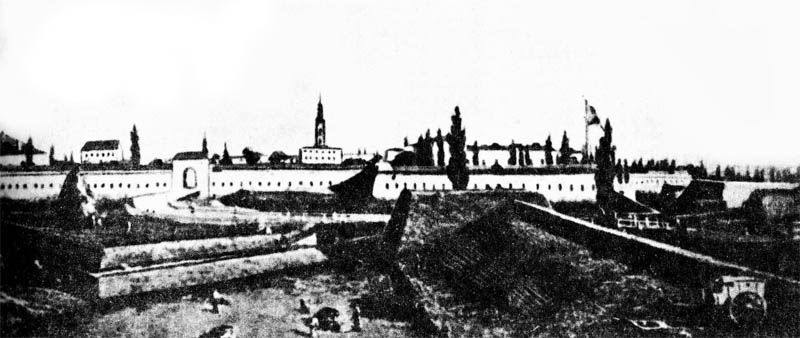
Бобруйская крепость, 1811 год

Он не имел никакого повеления принять начальство над крепостью, посланный им за разрешением этого вопроса курьер был захвачен неприятелем; тогда он сам решился принять на себя начальство над Бобруйском и оказал значительное содействие князю Багратиону, когда он отступал на соединение с армией Барклая-де-Толли; при этом князь Багратион утвердил Игнатьева бобруйским военным губернатором.
Оставаясь все время войны в Бобруйске, Игнатьев деятельно собирал и сообщал главнокомандующим сведения о численности и движениях врага и собрал значительные запасы продовольствия, которые затем очень пригодились русским армиям. За эти действия Михаил Кутузов письменно выразил признательность Игнатьеву, а Государь наградил его орденом Святого Владимира 2-й степени.
После бегства Наполеона из пределов России Игнатьев был (по 1815 год) военным минским губернатором и чрезвычайно энергично и умело наводил порядок в этих местностях, пострадавших от пребывания французских войск. Ему непосредственно были подчинены, с изъятием из ведения интендантского управления, все склады в Минской губернии.
20 сентября 1821 года Игнатьеву был пожалован чин генерал-лейтенанта.
В 1816—1826 годах Г. А. Игнатьев был начальником артиллерии сначала 6-го, потом 2-го корпуса, а в 1826 году назначен директором артиллерийского департамента Военного Министерства Российской империи. За успешную деятельность на этом посту во время русско-турецкой войны получил 21 апреля 1829 года году чин генерала от артиллерии, а в 1830 году орден Святого Александра Невского.
24 июля 1833 года, по собственной просьбе, перемещен на более спокойную должность — члена генерал-аудиториата Военного Министерства, где и прослужил до самой смерти.
Умер 24 марта (5 апреля) 1852 года и был похоронен на Смоленском православном кладбище.
В течение своей почти 67-летней службы он неоднократно получал Высочайшую благодарность и, помимо воинских наград, пожалован был арендою, земельным участком в 5000 десятин (1824 год) и денежной наградой в 20 тысяч рублей (1832 год).

## Награды
За свою службу Игнатьев был награждён многими орденами, в их числе:
- Орден Святого Георгия 4-й степени (26 ноября 1808 года, № 2005 по кавалерскому списку Григоровича — Степанова)
- Орден Святой Анны 1-й степени (27 декабря 1811 года)
- Орден Святого Владимира 2-й степени (8 сентября 1813 года)
- Орден Святого Александра Невского (6 декабря 1830 года; алмазные знаки этого ордена пожалованы 28 января 1848 года)
- Орден Святого Владимира 1-й степени
- Знак отличия «за L лет беспорочной службы» (1836)[2]